# Sandy Saddler
Sandy Saddler (Boston, 23 giugno 1926 – 18 settembre 2001) è stato un pugile statunitense.
Campione del mondo dei pesi piuma dal 1948 al 1949 e dal 1950 al 1957.
La International Boxing Hall of Fame lo ha riconosciuto tra i più grandi pugili di ogni epoca.

## Gli inizi
Incominciò la carriera professionistica nel 1944.

## Carriera da professionista
Celebri le sfide combattute con Willie Pep, Joe Brown e Flash Elorde.